# Jeffrey Klok
Jeffrey Klok (* 29. Oktober 1998) ist ein niederländischer Volleyballspieler.

## Karriere
Jeffrey Klok ist der Sohn des ehemaligen Nationalspielers Marko Klok. Er begann seine eigene Karriere bei Caruur Volley Gent. In der Saison 2018/19 spielte er bei Simplex/SSS Barneveld, wobei er vom Außenangreifer zum Libero wurde. Danach wechselte er zu Dynamo Apeldoorn. Mit dem Verein gewann er 2021 und 2022 die niederländische Meisterschaft. 2022 wurde er von Abiant Lycurgus Groningen verpflichtet. In der Saison 2024/25 wurde Groningen Vizemeister. Klok spielte mit der niederländischen Nationalmannschaft 2024 und 2025 in der Volleyball Nations League. Zur Saison 2025/26 wechselte er zum deutschen Bundesligisten Barock Volleys MTV Ludwigsburg.